# Арутюнян, Арцвик Мацаковна
Арцви́к Мнацака́новна (Маца́ковна) Арутюня́н (арм. Արծվիկ Մնացականի (Մացակի) Հարությունյան; 22 декабря 1929, село Шаумян Эчмиадзинского района Армянской ССР — дата и место смерти не установлены) — армянский советский хлопковод, передовик сельскохозяйственного производства. Герой Социалистического Труда (1951).

## Биография
Арцвик Мнацакановна Арутюнян родилась 22 декабря 1929 года в селе Шаумян Эчмиадзинского района Армянской ССР (ныне в Армавирской области Республики Армения) в семье сельского рабочего.
Получила среднее образование в сельской школе Шаумяна, которую закончила в 1946 году. Состояла в ВЛКСМ. Ещё в школьные годы Арутюнян принимала участие в работах местного колхоза: в каникулярное время она занималась садоводством и хлопководством, помогая своим родителям. После окончания школы в 1946 году Арутюнян перешла на работу в хлопководческое звено колхоза имени Шаумяна. Перевыполняя намеченные производственные планы и проявив себя с лучшей стороны, в том же 1946 году Арутюнян была назначена звеньевой хлопководческого звена. Следуя агротехническим правилам выращивания хлопчатника, звено Арутюнян своевременно использовало удобрения, выполняло работы по разрыхлению почвы и орошению, кроме того, уделялось особое внимание обеспечению необходимого количества растений на каждом гектаре земли. К 1950 году с каждого гектара на площади 6 гектаров звено под руководством Арутюнян получило рекордный урожай — 73,4 центнера высококачественного хлопка.
Указом Президиума Верховного Совета СССР от 25 июля 1951 года за получение высокого урожая хлопка в 1950 году на поливных землях при выполнении колхозом обязательных поставок и контрактации по всем видам сельскохозяйственной продукции, натуроплаты за работы МТС и обеспеченности семенами всех культур для весеннего сева 1951 года Арцвик Мнацакановне Арутюнян было присвоено звание Героя Социалистического Труда с вручением ордена Ленина и золотой медали «Серп и Молот».
В дальнейшие годы звено Арутюнян продолжало получать высокие урожаи хлопка, побеждало в соревнованиях хлопководов. 18—21 февраля 1958 года Арцвик Арутюнян участвовала во Всесоюзном совещании хлопкоробов. В том же году она вступила в КПСС. К 1959 году звено под руководством Арутюнян в очередной раз перевыполнило намеченные планы по сдачи государству урожаев хлопка. За достижение высоких результатов Арутюнян была награждена медалями «За трудовую доблесть» и «За трудовое отличие», а также золотой и серебряной медалями ВДНХ СССР.
Арцвик Мнацакановна Арутюнян вела активную общественную деятельность. Она избиралась депутатом Верховного Совета Армянской ССР IV—V созывов от Шаумянского избирательного округа № 193. На 23-м (1961) и 24-м (1964) пленумах ЦК КП Армении Арцвик Арутюнян была избрана кандидатом в члены ЦК КП Армении. Она являлась кандидатом в члены ЦК ЛКСМ Армении, членом Эчмиадзинского районного комитета ЛКСМ Армении. Арутюнян также являлась членом Советского комитета защиты мира, делегатом XXII съезда КПСС.

## Награды
- Герой Социалистического Труда (Указ Президиума Верховного Совета СССР от 25 июля 1951 года, орден Ленина и медаль «Серп и Молот») — за получение высокого урожая хлопка в 1950 году на поливных землях при выполнении колхозом обязательных поставок и контрактации по всем видам сельскохозяйственной продукции, натуроплаты за работы МТС и обеспеченности семенами всех культур для весеннего сева 1951 года[5].
- Медаль «За трудовую доблесть» (7.03.1960)[5][8].
- Медаль «За трудовое отличие»[8].
- Малая Золотая медаль ВСХВ СССР (14.02.1958)[8].
- Серебряная медаль ВДНХ СССР[8].

## Комментарии
1. ↑  В Указе Президиума Верховного Совета СССР указано отчество Мацаковна.